# Gryllus bimaculatus
Espèce
Le grillon provençal (Gryllus bimaculatus) est une espèce d'insectes orthoptères appartenant à la famille des Gryllidae, que l'on rencontre sur le pourtour méditerranéen.
Il mesure de 20 à 33 mm, et est noir luisant sur pratiquement tout le corps, hormis une bande jaunâtre à la base des ailes antérieures, plus ou moins subdivisée en deux, qui lui a valu l'épithète spécifique bimaculatus, « à deux taches » et son nom vernaculaire en anglais two-spotted Cricket. Localement, le reste des ailes antérieures peut être marron à roux au lieu de noir. Les individus les plus clairs ont alors aussi, parfois, des parties rousses sur les pattes. Les individus d'élevage sont fréquemment des mutants entièrement roussâtres. On n'en rencontre qu'exceptionnellement à l'état sauvage en Europe. Les femelles se distinguent des mâles par leurs ailes antérieures lisses et surtout la présence d'un oviscapte, tube long et fin à l'arrière de l'abdomen qui sert à déposer les œufs dans le sol.

## Comportement
Adulte de mi-juillet à fin-octobre en France (parfois encore début novembre si l'automne est clément), le Grillon provençal est actif principalement la nuit. Les mâles ne commencent à striduler que tard après le crépuscule durant tout l'été, un peu plus tôt à partir de la mi-septembre, surtout si le temps est gris. Durant cette seconde partie de saison, on peut parfois les surprendre prenant des « bains de soleil », où ils profitent de la chaleur. Sinon, l'insecte se tient caché sous les pierres, les feuilles mortes, les bois tombés, la litière des touffes de graminées, etc. Même à la nuit noire, il repère très vite une approche humaine et cesse de chanter à bonne distance. Ceci le rend très difficile à trouver pour un insecte de cette taille d'autant plus que, contrairement au grillon champêtre, il ne se creuse pas de terriers. Ce sont les œufs, et non les grands juvéniles du dernier stade, qui passent l'hiver chez le Grillon provençal.
Gryllus bimaculatus se nourrit principalement de végétaux, mais comme tous les membres de leur famille, ces grillons sont des opportunistes qui peuvent consommer à peu près tous les aliments comestibles, y compris leurs congénères (les combats entre mâles étant très fréquents, surtout en captivité). Ceci explique leur abondance parfois surprenante dans les arrière-dunes des plages fréquentées par les touristes.

## Reproduction

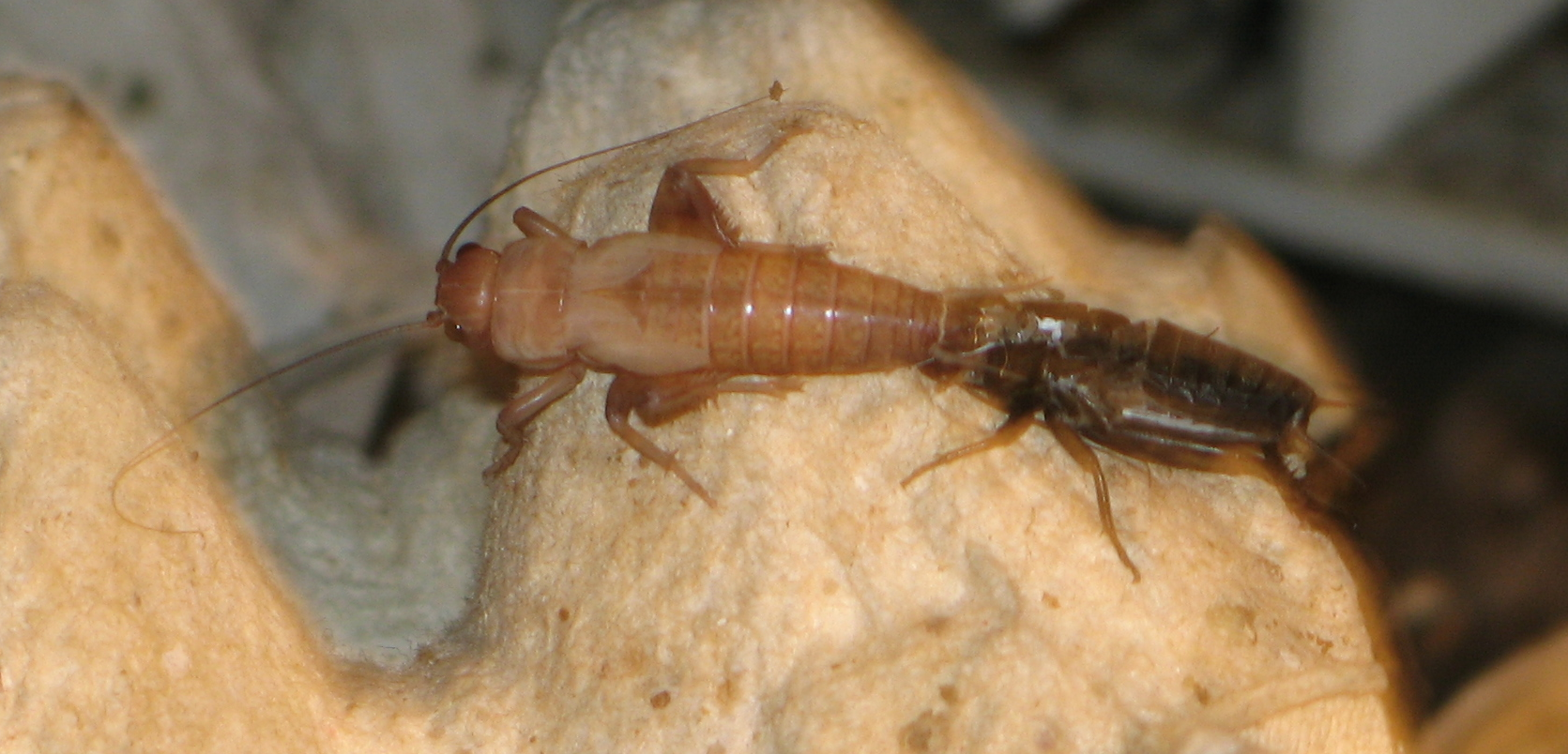
Gryllus bimaculatus en cours de mue.

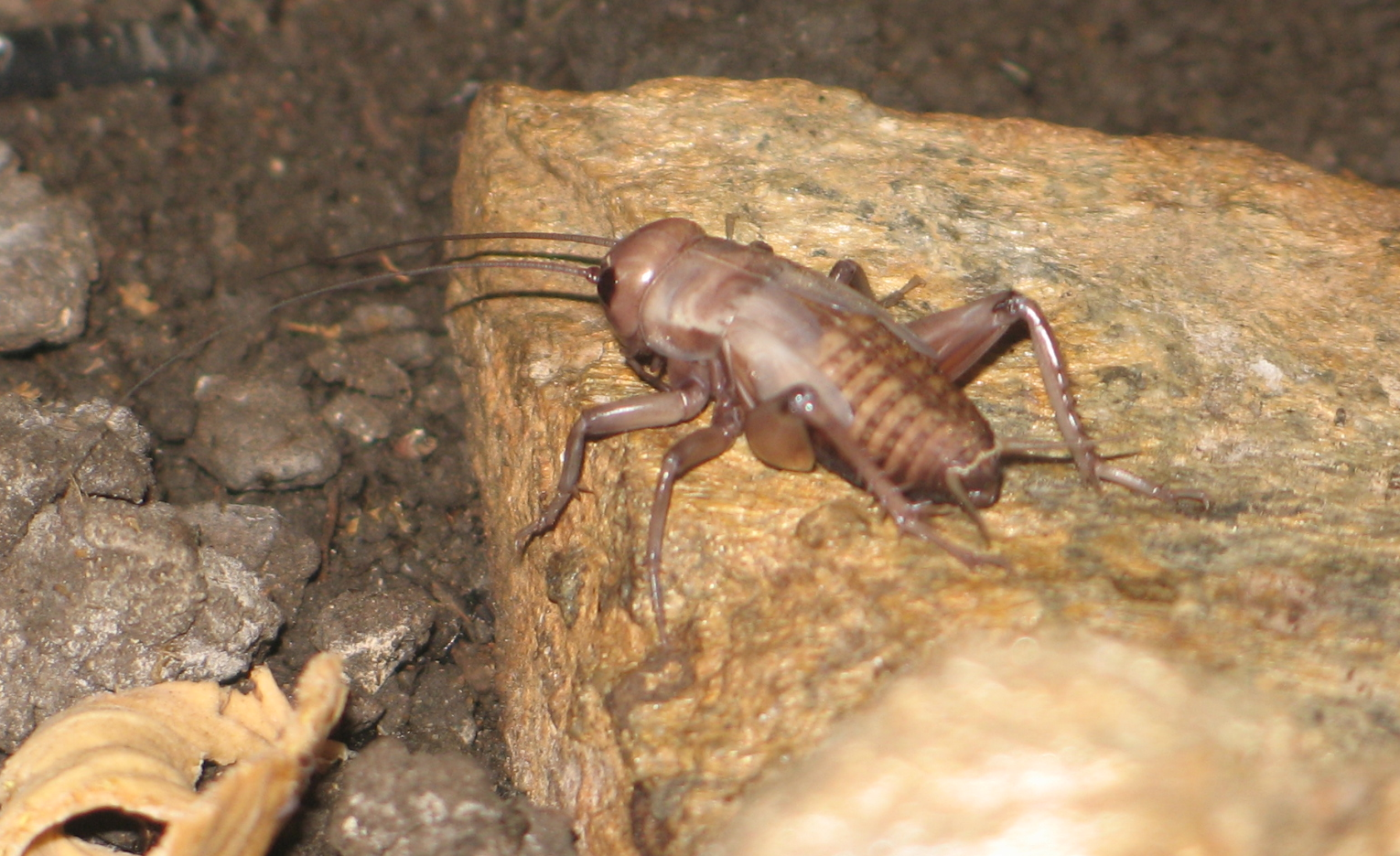
Gryllus bimaculatus après la mue : sa nouvelle chitine – blanche – n'a pas encore durci.

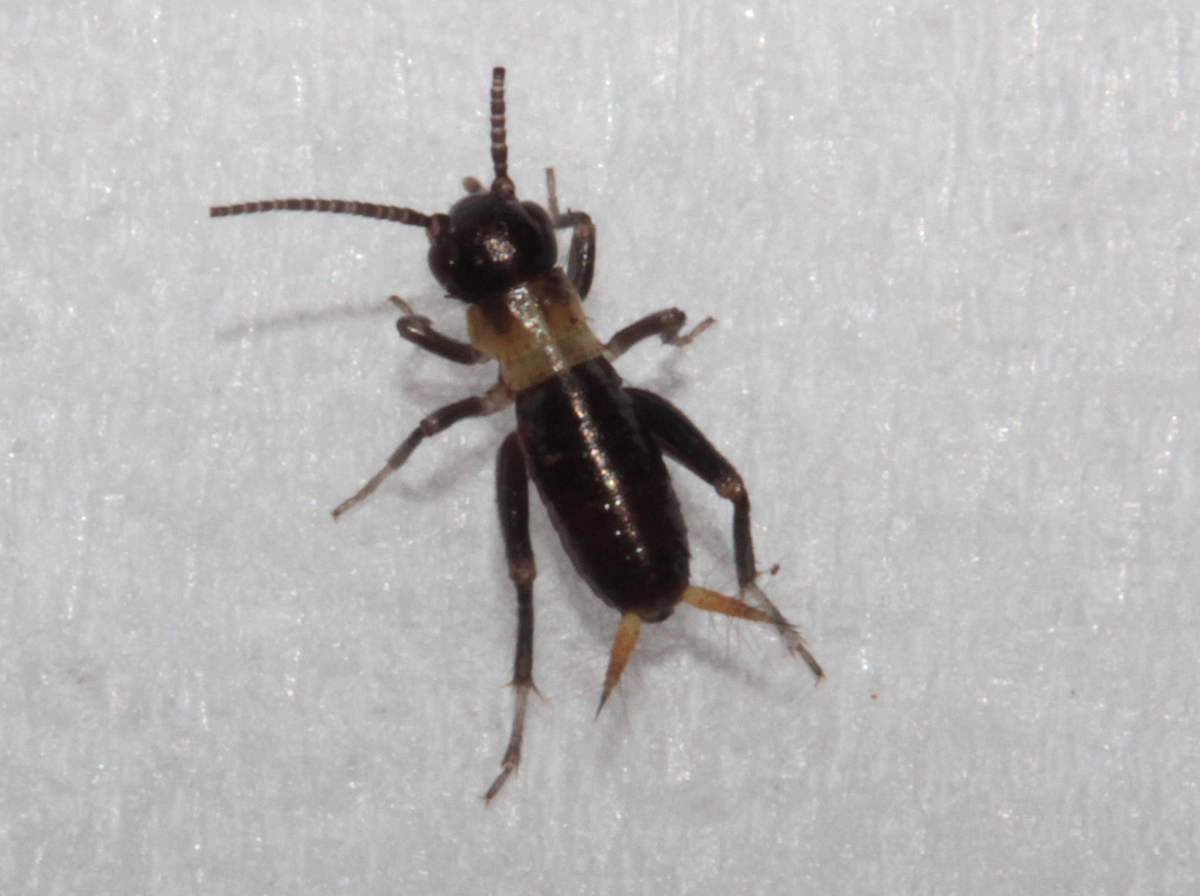
Larve de Gryllus bimaculatus peu après éclosion.

La reproduction se déroule dès la mi-juillet, et se poursuit durant tout l'été, les femelles étant en mesure de pondre de nombreuses fois.

Les mâles attirent les femelles en stridulant, un son produit par leurs ailes antérieures ou tegmina (souvent improprement appelées "élytres", ce dernier terme devrait absolument être réservé aux coléoptères). Ce chant ressemble tout à fait au "cri-cri" du Grillon champêtre, mais en plus aigu, "cristallin", et surtout nettement plus fort.
Au moyen de leur tarière ou oviscapte, les femelles pondent dans la terre humide.
Les petits, qui éclosent et sortent du sol au printemps, sont identiques aux adultes en miniature (ils ne dépassent guère quatre millimètres à l'éclosion). Ils grandissent rapidement pour atteindre leur taille adulte au bout d'environ un mois en élevage contrôlé, mais tout de même près de six mois à l'état sauvage en France. Cette croissance passe par des mues successives (généralement sept), lors desquelles l'animal sort de son ancienne cuticule (carapace chitineuse). Il est alors mou et très vulnérable durant le temps que met la nouvelle cuticule pour durcir et se colorer.

## Élevage
Cette espèce est fréquemment élevée pour servir de base à l'alimentation de nombreux insectivores, les reptiles en particulier.